# Граф Харроуби
Граф Харроуби в графстве Линкольншир (англ. Earl of Harrowby) — наследственный титул в системе Пэрства Соединённого королевства.

## История
Титул графа Харроуби был создан 19 июля 1809 года для известного политика и бывшего министра иностранных дел Дадли Райдера, 2-го барона Харроуби (1762—1847). Вместе с графским титулом он получил титул виконта Сэндона из Сэндона в графстве Стаффордшир. Его сын, Дадли Райдер, 2-й граф Харроуби (1798—1882), в правительстве лорда Палмерстона занимал посты канцлера герцогства Ланкастерского (1855) и лорда-хранителя Малой печати (1855—1857). Ему наследовал его старший сын, Дадли Райдер, 3-й граф Харроуби (1831—1900). Он был консервативным политиком, занимал посты вице-президента комитета по образованию (1874—1878), президента торгового совета (1878—1880) и лорда-хранителя Малой печати (1885—1886).
Его племянник, Джон Герберт Дадли Райдер, 5-й Харроуби (1864—1956), который сменил отца в 1900 году, кратко представлял Грейвсенд в Палате общин от консервативной партии (1898—1900) и занимал пост лорда-лейтенанта Стаффордшира (1927—1948). Его сын, Дадли Райдер, 6-й граф Харроуби (1892—1987), член консервативной партии и депутат Палаты общин Великобритании от Шрусбери (1922—1923, 1924—1929).
По состоянию на 2025 год, обладателем графского титула являлся его внук, Дадли Эдриан Конрой Райдер, 8-й граф Харроуби (род. 1951), который наследовал своему отцу в 2007 году. Титул учтивости старшего сына и наследника графа Харроуби — виконт Сэндон. 
Титул барона Харроуби из Харроуби в графстве Линкольншир в пэрстве Великобритании был создан в 1776 году для Натаниэля Райдера (1735—1803), который раньше представлял Тивертон в Палате общин (1756—1776). Он был сыном сэра Дадли Райдера (1691—1756), лорда главного судьи Англии и Уэльса (1754—1756). 24 мая 1756 года король Георг II предложил Дадли Райдеру графский титул, но он скончался на следующий день, не получив королевского патента. Натаниэлю наследовал его сын, Дадли Райдер, 2-й барон Харроуби (1762—1847), который в 1809 году получил титул графа Харроуби.

## Другие известные члены семьи Райдер
- Достопочтенный Ричард Райдер (1766—1832), министр внутренних дел Великобритании (1809—1812), второй сын 1-го барона Харроуби;
- Его преосвященство достопочтенный Генри Райдер (1777—1836), епископ Глостерский (1815—1824) и Личфилдский (1824—1836), младший сын 1-го барона Харроуби;
- Его высокопреподобие Генри Ингатий Дадли Райдер (1837—1907), английский католический священник, сын Джорджа Дадли Райдера и внук предыдущего;
- Сэр Джордж Лизл Райдер (1838—1905), председатель таможенного совета (1899—1903), младший брат предыдущего;
- Сэр Альфред Филиппс Райдер (1820—1888), адмирал британского флота, пятый сын епископа Генри Райдера;
- Чарльз Генри Дадли Райдер (1868—1945), полковник королевских инженеров, третий сын подполковника Чарльза Спенсера Дадли Райдера (1825—1873), шестого сына Генри Райдера;
- Роберт Райдер (1908—1986), британский военный и консервативный политик, третий сын предыдущего;
- Достопочтенный Гренвиль Райдер (1799—1879), депутат Палаты общин от Тивертона (1830—1832) и Хартфордшира (1841—1847), второй сын 1-го графа Харроуби;
- Ричард Худ Джек Дадли Райдер (род. 1940), британский писатель и психолог, отстаивающий права животных. Сын Дадли Генри Райдера и потомок предыдущего;
- Гренвиль Райдер (1833—1901), депутат Палаты общин от Солсбери (1874—1880), второй сын и тёзка Гренвиля Райдера.

Родовое гнездо — Сэндон Холл в окрестностях Стаффорда в графстве Стаффордшир. Семья также проживает в Бёрнт Нортон Хаусе, который был прославлен Томасом Элиотом в «Бёрнт Нортон», первой части цикла поэм «Четырёх квартетов».

## Бароны Харроуби (1776)
- 1776—1803: Натаниэль Райдер, 1-й барон Харроуби (3 июля 1735 — 20 июня 1803), единственный сын сэра Дадли Райдера (1691—1756);
- 1803—1847: Дадли Райдер, 2-й барон Харроуби (22 декабря 1762 — 26 декабря 1847), старший сын предыдущего, граф Харроуби с 1809 года.

## Графы Харроуби (1809)

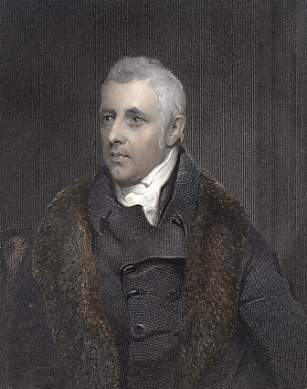
Дадли Райдер, 1-й граф Харроуби (1762—1847)

- 1809—1847: Дадли Райдер, 1-й граф Харроуби (22 декабря 1762 — 26 декабря 1847), старший сын 1-го барона Харроуби;
- 1847—1882: Дадли Райдер, 2-й граф Харроуби (19 мая 1798 — 19 ноября 1882), старший сын предыдущего;
- 1882—1900: Дадли Фрэнсис Стюарт Райдер, 3-й граф Харроуби (16 января 1831 — 26 марта 1900), старший сын предыдущего;
- 1900—1900: Генри Дадли Райдер, 4-й граф Харроуби (3 мая 1836 — 11 декабря 1900), младший брат предыдущего;
- 1900—1956: Джон Герберт Дадли Райдер, 5-й граф Харроуби (22 августа 1864 — 30 марта 1956), старший сын предыдущего;
- 1956—1987: Дадли Райдер, 6-й граф Харроуби (11 октября 1892 — 7 мая 1987), единственный сын предыдущего;
- 1987—2007: Дадли Данверс Гренвиль Куттс Райдер, 7-й граф Харроуби (20 декабря 1922 — 9 октября 2007), старший сын предыдущего;
- 2007 — настоящее время: Дадли Эдриан Конрой Райдер, 8-й граф Харроуби (род. 18 марта 1951), единственный сын предыдущего;
  - Наследник: Дадли Энтони Уго Ковентри Райдер, виконт Сэндон (род. 1981), старший сын предыдущего.